# Потомак
Пото́мак или Потома́к (англ. Potomac River о файле/pəˈtoʊmək/) — река на северо-востоке США, впадающая в Чесапикский залив Атлантического океана.
Длина вместе с рекой Южный Потомак — 590 км, с эстуарием 780 км. Площадь бассейна порядка 38,1 тыс. км² — по этому показателю Потомак занимает среди атлантических рек США четвёртое место, среди всех рек страны — 21-е место.
Вашингтон (столица США) стоит на северном берегу Потомака.

## Название
Название «Потомак» происходит от алгонкинского наименования одного из индейских племён, проживавших на южном берегу реки; считается, что слово Potomac (или Patawomeke, как его писали первые английские поселенцы) значило «торговое место» или «место, куда приносят дань». Сами индейцы, однако, называли реку Cohongarooton, что значит «гусиная река».

## География
Река образуется при слиянии Южного Потомака и Северного Потомака у города Камберленда в штате Мэриленд. Северный рукав берёт начало у так называемого Камня Фэрфакса в Западной Виргинии и течёт на северо-восток. Южный рукав берёт начало у деревни Хайтаун в Виргинии и также течёт на северо-восток. После их слияния Потомак поворачивает на юго-восток и течёт до впадения в Чесапикский залив Атлантического океана. По реке проходит граница штатов Вирджиния и Мэриленд. Потомак судоходен от Великих водопадов (22 км вверх по течению от Вашингтона) до устья.

## История
Первыми из европейцев здесь около 1570 г. побывали испанцы. В 1608 году реку описал и нанёс на карту капитан Джон Смит. Затем здесь стали обосновываться торговцы из Виргинии. После образования Мэриленда (1634 год) река стала основной транспортной артерией колонии.
Во время Гражданской войны по реке проходила северо-восточная граница Конфедерации южных штатов. Генерал южан Роберт Ли дважды пересекал Потомак, вторгаясь на территорию севера.

## Достопримечательности

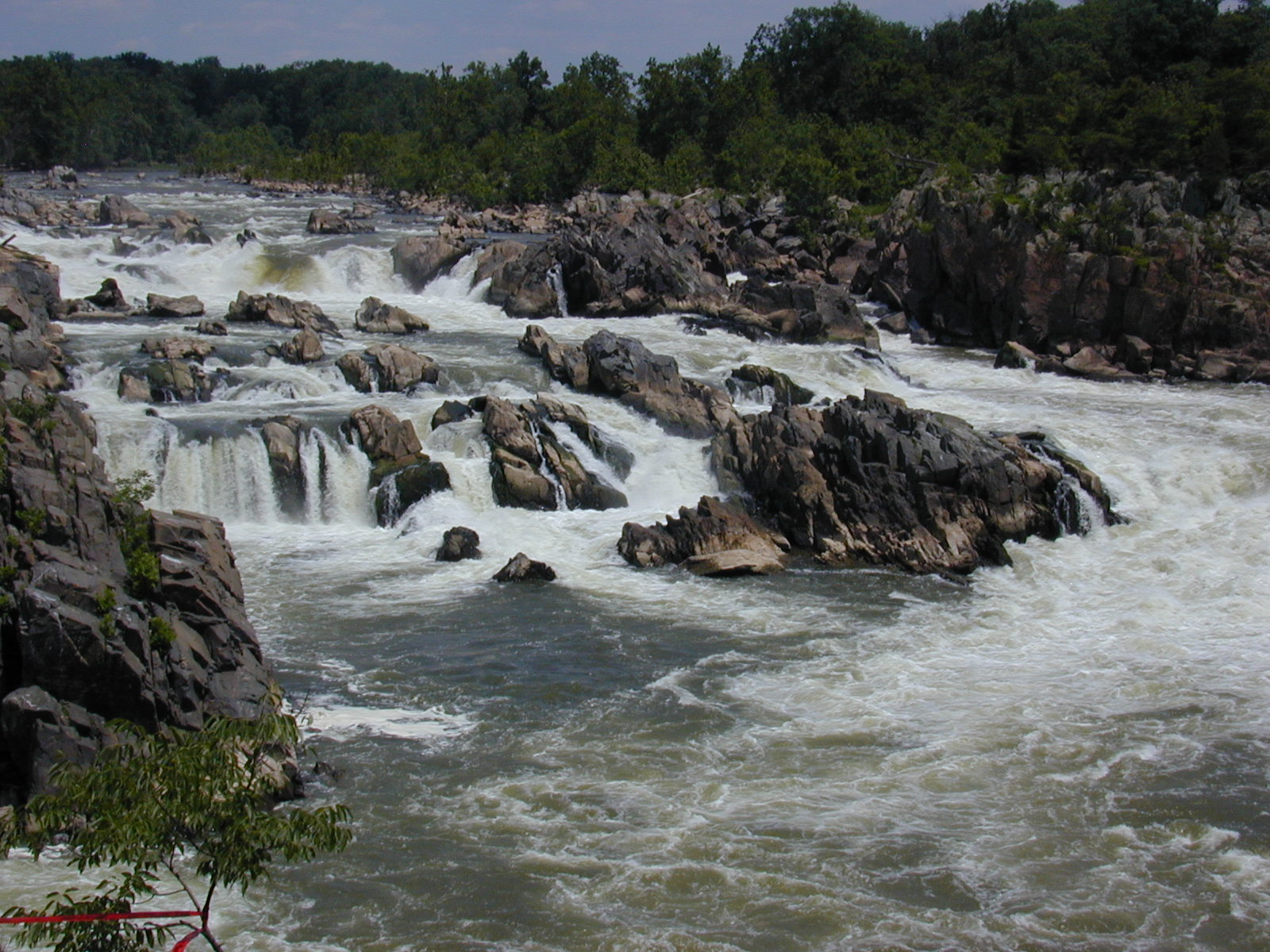
Большие пороги на Потомаке

На берегах Потомака, помимо столицы США, расположены многие памятники истории страны, в том числе Маунт-Вернон.